# 安娜·比约克·克里斯滕斯多特
安娜·比约克·克里斯滕斯多特（1989年10月14日—），是一名冰岛女子足球运动员，司职后卫，现效力于意大利女子足球甲级联赛的国际米兰女子足球俱乐部。

## 早期生活
安娜·比约克出生于冰岛首都雷克雅未克，8岁开始在父母的带领下开始进行足球训练。

## 俱乐部生涯
2004年9月5日，年仅14岁零326天的安娜·比约克首次代表雷克雅未克女子足球俱乐部参加冰岛顶级女子足球联赛，20个月后的2006/07赛季再次得到上场机会，替补登场12分钟。她在2006/07赛季后期的联赛中又获得了四次上场机会，甚至两次出现在首发11人中。
安娜·比约克在2009/10赛季转会到了史兰达女子足球俱乐部，加盟后她立即成为球队主力，并帮助球队在2011年、2013年和2014年获得冰岛联赛冠军。她还代表史兰达队参加了2012/13赛季欧足联女子冠军联赛，在三十二强淘汰赛中，史兰达队在首回合主场逼平了俄罗斯联赛亚军佐基克拉斯诺戈尔斯克女子足球俱乐部，但两回合总比分1-3被淘汰。第二个赛季，在2013/14赛季欧足联女子冠军联赛三十二强淘汰赛中史兰达队以2-5和1-3的比分输给了来自俄罗斯的彼尔姆星星-2005子女足球队，遭到淘汰。而在2016/17赛季欧足联女子冠军联赛中她们则需要通过资格赛来获得参赛资格，虽在前三场比赛中未失一球保持不败，但在三十二强淘汰赛中再次对阵来自俄罗斯的佐基克拉斯诺戈尔斯克，最终以两回合1-3被淘汰。
2016/17赛季初，安娜·比约克转会到了瑞典的厄勒布鲁女子足球俱乐部。然而在7月，由于瑞典联赛因奥运会而中断，她又短暂回到冰岛的史兰达踢了两场比赛。她在2017/18赛季初转到了升班马利姆姆邦克弗洛女子足球俱乐部，在经历了两个勉强保级的赛季后，她转会到了荷兰女子足球甲级联赛的埃因霍温女子足球俱乐部。然而，她在埃因霍温的两个赛季中只出场了11次。
2020年6月，安娜·比约克回到了家乡冰岛，为塞尔福斯女子足球俱乐部效力，在三个月内踢了13场联赛。随后在9月转会到了法国甲组女子足球联赛的勒阿弗尔女子足球俱乐部。在法国甲组女子足球联赛2020/21赛季结束后，勒阿弗尔以降级告终，安娜·比约克也离开了球队。
2021/22赛季初，安娜·比约克转会到了国际米兰女子足球俱乐部。2022年7月26日，国际米兰宣布与安娜·比约克续约至2023年。